# Zara Turner

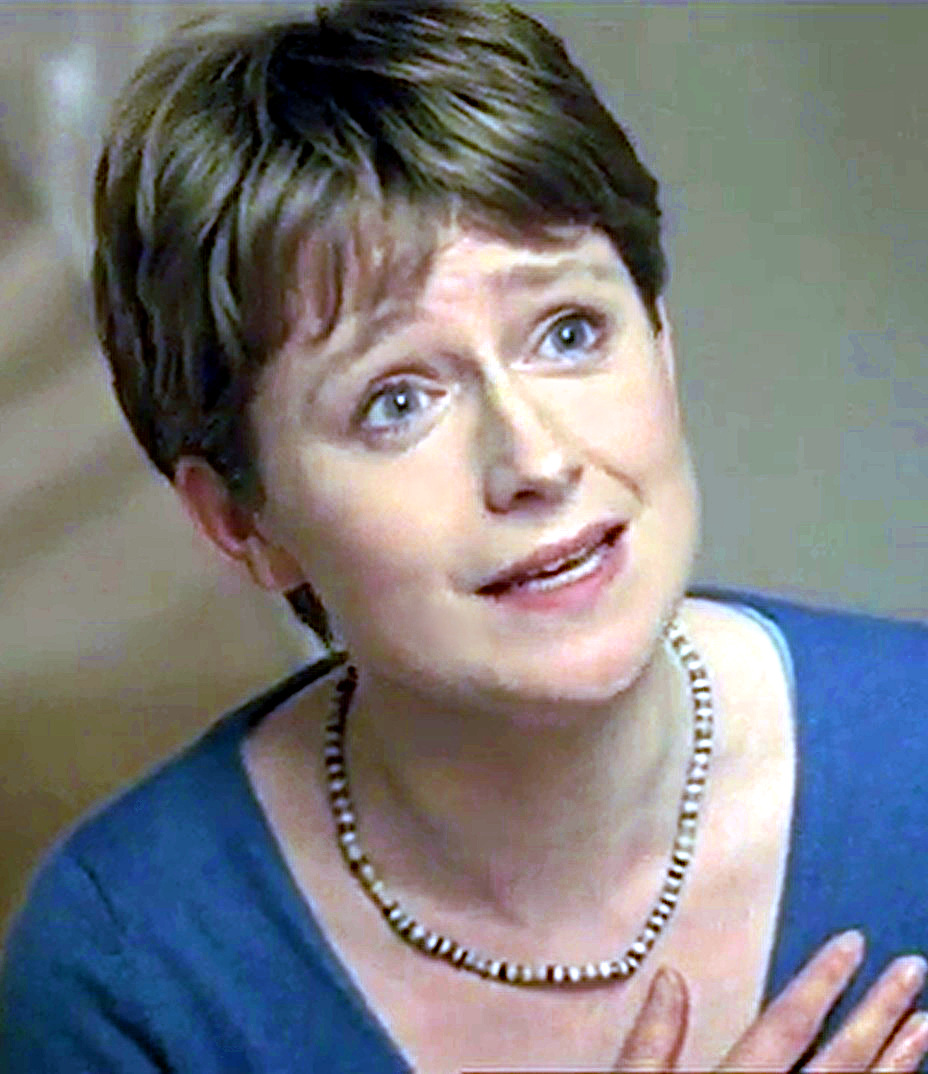
Zara Turner im Jahr 2008

Zara Turner (* 1968 in Belfast, Nordirland) ist eine britische Schauspielerin.

## Leben und Leistungen
Turner debütierte im Jahr 1992 in der Fernsehserie Love Hurts. Im Filmdrama Sie liebt ihn – sie liebt ihn nicht (1998) spielte sie die Rolle von Anna, der Freundin von Helen Quilley, die Gwyneth Paltrow spielte. Im Fernsehfilm Touch and Go (1998) spielte sie eine der Hauptrollen, weitere Hauptrollen folgten 1999 im Thriller The Waiting Time, 2000 im Filmdrama Where There’s Smoke und 2000 im Thriller The Blind Date. Im Jahr 2002 war sie in einer größeren Rolle in der Mini-Fernsehserie Any Time Now zu sehen. Für ihre Rolle der katholisch geprägten Mutter Ann McClure im Fernsehfilm Holy Cross (2003) gewann sie im Jahr 2004 einen Preis des französischen Festival International de Programmes Audiovisuels in Biarritz. Im Jahr 2004 spielte sie eine größere Rolle in der Mini-Fernsehserie The Brief.
Turner hat eine im Jahr 2001 geborene Tochter.

## Filmografie (Auswahl)
- 1997: The Investigator
- 1998: Sie liebt ihn – sie liebt ihn nicht (Sliding Doors)
- 1998: Resurrection Man
- 1998: Touch and Go
- 1999: Forgotten
- 1999: The Waiting Time
- 2000: Where There’s Smoke
- 2000: The Blind Date
- 2001: Der goldene Riecher (On the Nose)
- 2003: Holy Cross
- 2009: The Bill